# Such a Surge
Such a Surge est un groupe allemand de metal alternatif, originaire de Braunschweig, actif entre 1992 et 2006.

## Histoire
Such a Surge se forme en 1992 et est considéré comme l'archétype du mouvement crossover allemand. À ses débuts, Such a Surge associe le hip-hop à des riffs de metal et véhicule souvent des points de vue alternatifs de gauche au niveau des textes.
Such a Surge se présente pour la première fois à un public plus large via le sampler de hip-hop That's Real Underground, sur lequel figurent entre autres No Remorze, State of Departmentz et Die Coolen Säue. L'EP Against the Stream / Gegen den Strom, enregistré peu de temps après par le groupe lui-même, se vend à environ 10 000 exemplaires sans le soutien d'un label professionnel et sans mesures publicitaires. C'est ce qui permet au groupe de se voir proposer un contrat d'enregistrement avec Epic Records, qu'il accepte après de longues négociations. Le budget de production permet à Such a Surge d'enregistrer son premier album studio aux États-Unis avec Alex Perialas (entre autres Anthrax). Des tournées suivent, notamment avec Biohazard, Suicidal Tendencies, Dog eat Dog, Gunshot et Mucky Pup.
À partir du troisième album Was Besonderes,, le groupe s'ouvre de plus en plus au grand public et fait même la première partie de la tournée de Herbert Grönemeyer en 1998. L'album Der Surge Effekt, sorti en 2000, devient le plus grand succès commercial du groupe. Le groupe fait la première partie de Die Toten Hosen lors de leur tournée Friss oder stirb en 2004.
Le 23 février 2006, Such a Surge donne son dernier concert dans sa ville natale de Braunschweig, au club Jolly Joker. Les Emil Bulls ainsi que Mambo Kurt se produisent en première partie.

## Discographie

### Albums studio
- 1995 : Under Pressure (42e place en Allemagne[5])
- 1996 : Agoraphobic Notes (25e place en Allemagne[5], 42e en Autriche[6])
- 1998 : Was Besonderes (36e place en Allemagne[5], 36e en Autriche[6])
- 2000 : Der Surge Effekt (15e place en Allemagne[5], 35e en Autriche[6])
- 2001 : sPain (87e place en Allemagne[5])
- 2003 : Rotlicht (31e place en Allemagne[5])
- 2005 : Alpha (71e place en Allemagne[5])

### Compilations
- 2002 : 10 Jahre[7] (62e place en Allemagne[5])

### EP
- 1999 : Tropfen (45e place en Allemagne[5])
- 2005 : Mission erfüllt (69e place en Allemagne[5])

### Singles notables
- 1995 : I'm Real
- 1995 : Schatten
- 1995 : Ich bin ein Träumer (feat. Jazzkantine)
- 1996 : Ideale
- 1996 : Ich sehe dich
- 1998 : Nie mehr Lovesongs / Koma
- 2000 : Silver Surger
- 2000 : Gib mir mehr
- 2002 : Koma 2002
- 2003 : Fremdkörper / Alles muss raus
- 2003 : Hypochonder

### Remixes
- 1995 : Die Fantastischen Vier – Populär (Such a Surge Mix)
- 1997 : Korn – Good God (Oomph! vs. Such a Surge Mix)